# پلیمروزوم
در بیوتکنولوژی، پلیمروزوم‌ها طبقه ای از وزیکول‌های مصنوعی، کره‌های کوچک توخالی هستند که یک محلول را احاطه می‌کنند. پلیمروزوم‌ها با استفاده از کوپلیمرهای بلوک مصنوعی آمفیفیلیک برای تشکیل غشای وزیکول ساخته می‌شوند و شعاع آنها از ۵۰ نانومتر تا ۵ میکرومتر یا بیشتر است. اکثر پلیمروزوم‌های گزارش شده حاوی محلول آبی در هسته خود هستند و برای احاطه و محافظت از مولکولهای حساس مانند داروها، آنزیم‌ها، پروتئین‌ها و پپتیدهای دیگر و قطعات DNA و RNA مفید هستند. غشای پلیمروزوم یک مانع فیزیکی را فراهم می‌کند که مواد محصور شده را از مواد خارجی مانند موارد موجود در سیستم‌های بیولوژیکی جدا می‌کند.
سینتوزوم‌ها به صورت پلیمروزوم‌هایی ساخته شده‌اند که حاوی کانالهایی هستند (پروتئین‌های غشاء) که اجازه می‌دهند مواد شیمیایی خاصی از غشاء عبور کنند، از داخل وزیکول خارج شوند. این امر امکان جمع‌آوری یا اصلاح آنزیمی این مواد را فراهم می‌آورد.
اصطلاح «پلیمروزوم» برای وزیکولهای ساخته شده از کوپلیمرهای بلوک در سال ۱۹۹۹ ابداع شد. پلیمروزوم‌ها شبیه لیپوزومها هستند، وزیکول‌هایی هستند که از لیپیدهای طبیعی به وجود می‌آیند. با وجود داشتن بسیاری از خواص لیپوزومهای طبیعی، پلیمروزوم‌ها افزایش پایداری و کاهش نفوذپذیری را نشان می‌دهند. علاوه بر این، استفاده از پلیمرهای مصنوعی به طراحان این امکان را می‌دهد تا ویژگی‌های غشاء را دستکاری کرده و از این رو، نفوذپذیری، سرعت آزادسازی، پایداری و سایر خواص پلیمروزوم را کنترل کنند.

## آماده‌سازی
چندین مورفولوژی مختلف کوپلیمر بلوک مورد استفاده برای ایجاد پلیمروزوم استفاده شده‌است. بیشترین استفاده از کوپلیمرهای خطی دو بلاک یا سه بلاک (تری بلاک) هستند. در این موارد، کوپلیمر بلوک دارای یک بلوک است که آبگریز است. بلوک یا بلوک‌های دیگر آبدوست هستند. مورفولوژی‌های دیگر مورد استفاده عبارتند از کوپلیمرهای شانه ای، که بلوک زنجیرهٔ اصلی آبدوست است و شاخه‌های فرعی آبگریز هستند، و کوپلیمرهای بلوک دندرونیزه، در آن قسمت دندریمر آبدوست است.
در مورد دو بلاک، شانه و کوپلیمرهای دندرونیزه شده، غشای پلیمر دارای همان مورفولوژی دو لایه لیپوزوم است که بلوک‌های آبگریز دو لایه در قسمت داخلی غشاء با یکدیگر روبرو هستند. در مورد کوپلیمرهای تری بلاک، غشای یک لایه است که یک لایه، از لایه تقلید می‌کند، بلوک مرکزی که نقش دو بلوک آبگریز روبرو را برعهده دارد.
بطور کلی می‌توان آنها را با روشهایی که در تهیه لیپوزوم‌ها استفاده می‌شود آماده کرد. رهیدراسیون فیلم، روش تزریق مستقیم یا روش انحلال.

## کاربرد
پلیمروزوم‌هایی که حاوی آنزیمهای فعال هستند و راهی برای انتقال انتخابی لایه‌ها برای تبدیل توسط آنزیمها فراهم می‌کنند، به عنوان نانوراکتورها توصیف شده‌اند.
از پلیمروزوم‌ها برای ایجاد سیستم‌های کنترل دارویرهایش دارو استفاده شده‌است. مشابه پوشش لیپوزوم‌ها با پلی اتیلن گلیکول، اگر بلوک آب‌دوست از پلی اتیلن گلیکول تشکیل شده باشد، می‌توان پلیمروزوم‌ها را برای سیستم ایمنی بدن غیرقابل مشاهده ساخت. بنابراین، پلیمروزوم‌ها حاملهای مفیدی برای داروهای هدفمند هستند.
برای کاربردهای داخل بدن، پلیمروزوم‌ها به صورت در واقع به استفاده از پلیمرهای تأیید شده توسط FDA محدود می‌شوند زیرا بعید به نظر می‌رسند اکثر شرکتهای داروسازی بعلت مشکلات هزینه، پلیمرهای جدیدی تولید کنند. خوشبختانه تعدادی از این پلیمرها در دسترس هستند که دارای خواص مختلفی از جمله:
بلوک‌های آبدوست
- پلی (اتیلن گلیکول) (PEG / PEO)[۹][۱۱]
- پلی (۲-متیلوکسازولین)[۷]

بلوک‌های آبگریز
- پلی دی متیل سیلوکسان (PDMS)[۷]
- پلی (کاپرولاکتون (PCL)[۹][۱۱]
- پلی (لاکتید) (PLA)
- پلی (متیل متاکریلات) (PMMA)[۱۲]

اگر به اندازه کافی از مولکولهای کوپلیمر بلوک که یک پلیمروزوم را تشکیل می‌دهند به یکدیگر متصل شوند، می‌توان پلیمر را به یک پودر قابل حمل تبدیل کرد.
در صورت اضافه شدن هموگلوبین و سایر اجزا، از پلیمرزوم‌ها می‌توان برای ساختن سلول مصنوعی استفاده کرد. اولین سلول مصنوعی توسط توماس چانگ ساخته شده‌است.